# Taedonggang Brewing Company

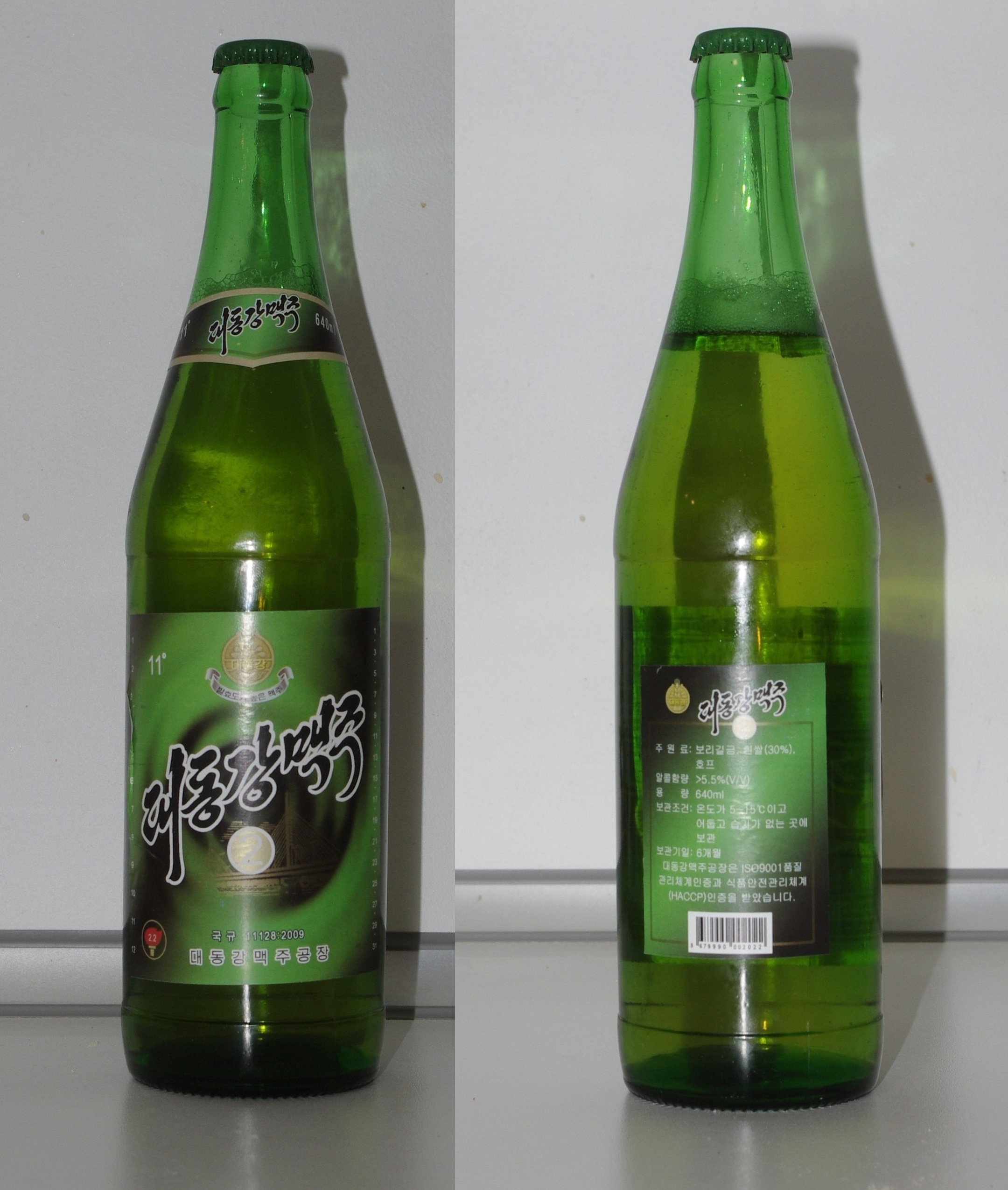
Taedonggang 640 ml-Flasche

Die Taedonggang Brewing Company ist eine Brauerei in Nordkorea. Sie befindet sich im Dong Songsin-dong des Stadtbezirkes Sadong-guyŏk der Stadt Pjöngjang. Der Name leitet sich vom Fluss Taedong-gang ab.

## Geschichte
Im Jahr 2000 suchte Nordkorea einen Partner für den Aufbau einer Brauerei. Den Zuschlag erhielt die britische Brauerei Ushers of Trowbridge. Der Kontakt wurde über den Broker Uwe Oehms hergestellt. Die Anlagen wurden von 2000 bis 2001 errichtet. Dazu baute Ushers einen Teil seiner Anlagen in Trowbridge ab, verschiffte diese nach Wŏnsan und verlagerte diese nach Pjöngjang. Im Jahr 2002 wurde die Produktion aufgenommen, die mit einer automatisierten Anlage aus Deutschland durchgeführt und überwacht wird. Seit 2007 wird es auch nach Südkorea exportiert.
Am 3. Juli 2009 wurde das Unternehmen im Fernsehen beworben und somit strahlte der staatliche Fernsehsender Koreanisches Zentralfernsehen den ersten Werbespot seiner Geschichte aus. Er lief bis zum 29. August 2009 dreimal.
2016 fand zum ersten Mal das Taedonggang Beer Festival statt.
2022 wurde in den Staatsmedien die seit mittlerweile 20 Jahre laufende Produktion gefeiert. Es soll im Inland sehr beliebt sein und auch bei Touristen aus dem Ausland gut ankommen. Die Brauerei wird als Musterbetrieb bezeichnet und gewann in der Vergangenheit eine „Qualitätsmedaille“.

## Produkte
Derzeit werden vier Biersorten gebraut; Fassbier, Reisbier, Schwarzbier und das bekannteste und beliebteste Taedonggang. Diese gibt es in jeweils unterschiedlich großen Flaschen.

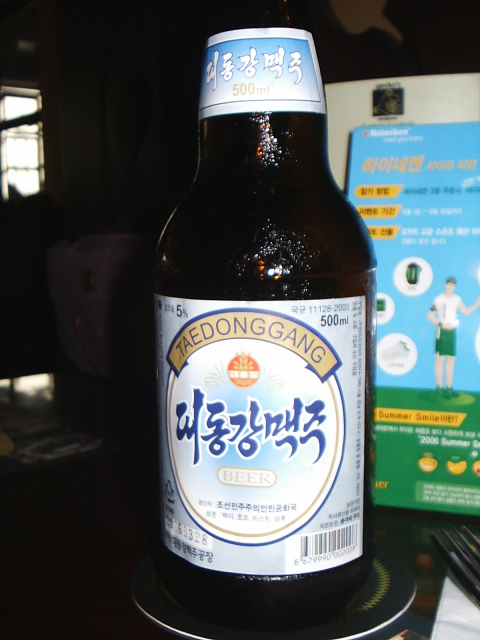
Eine Flasche Taedonggang

## Trivia
In Südkorea gibt es das Craft-Bier Taedonggang Pale Ale, das nicht aus Nordkorea kommt, sondern von den Brauereien The Booth Brewing und Mikkeller gebraut wird.